# CAMS 31
Le CAMS 31 est un hydravion militaire de l'entre-deux-guerres réalisé en 1922 en France par les Chantiers aéro-maritimes de la Seine (CAMS).